# Rookbier

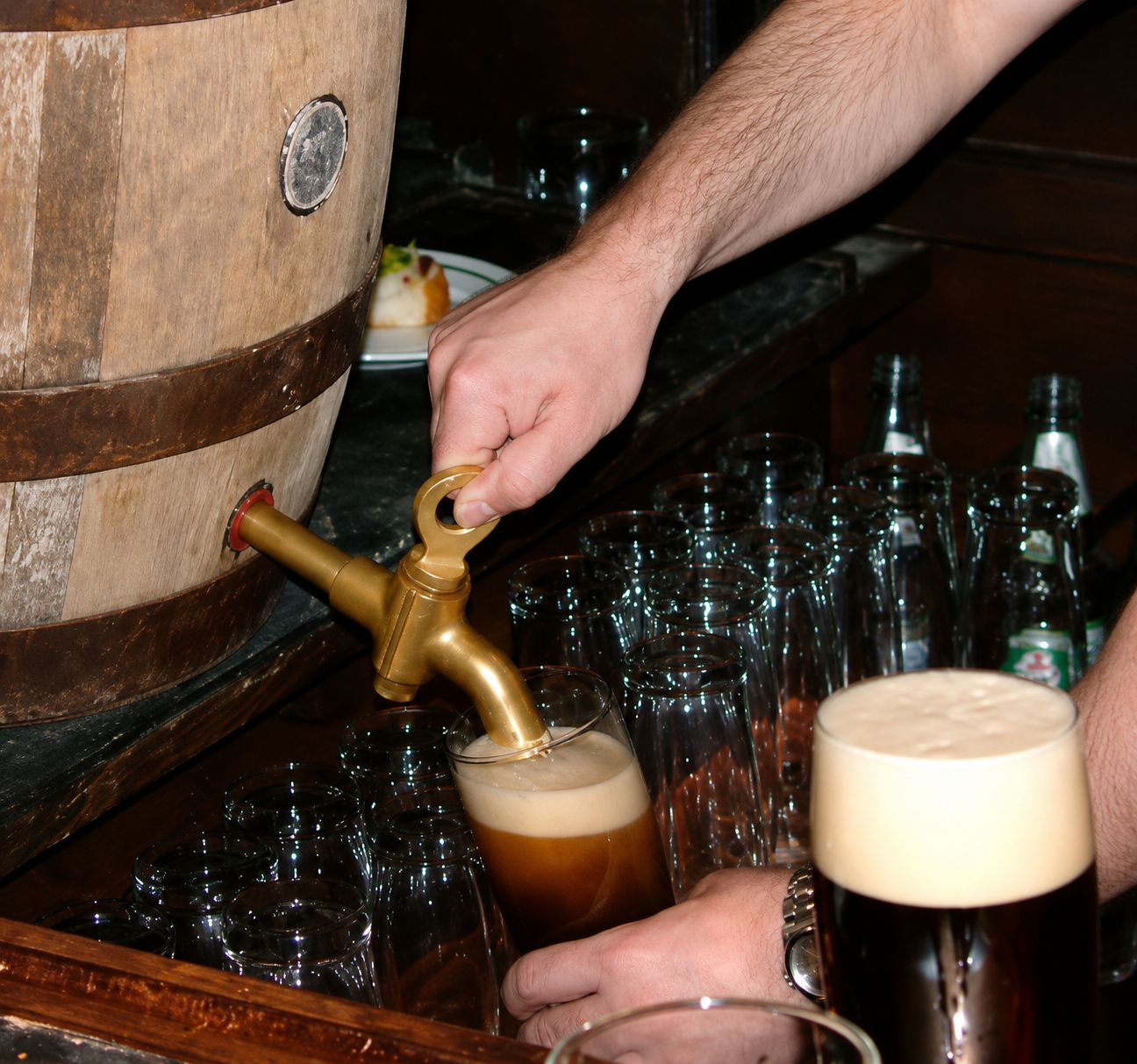
Het tappen van rookbier

Rookbier is een bier dat zijn karakteristieke smaak te danken heeft aan het gebruik van gerookte mout. Rookbieren waren vroeger vrij algemeen, maar het gebruik van gerookte mout is nagenoeg verdwenen, behalve in de Duitse stad Bamberg.

## Geschiedenis
Voor het brouwen van bier is gedroogde mout nodig. Het drogen van mout geschiedt meestal in eestovens, waarin de mout op een matig hoge temperatuur wordt gebracht en zo uitdroogt. Met de moderne technieken is dit eesten relatief eenvoudig, maar in vroeger tijden was het minder gemakkelijk en zochten brouwers soms naar andere technieken. Het roken van de mout was een alternatief.
Eeuwenlang waren rookbieren algemeen. De industriële revolutie en de daarmee gepaard gaande technologische ontwikkelingen maakten het eesten echter veel eenvoudiger, zodat brouwers overgingen op deze manier van drogen. Het roken van mout raakte toen in onbruik.
In Bamberg blijven brouwers vasthouden aan de traditie. Inmiddels zijn ook buiten Bamberg sommige brouwers begonnen met het produceren van rookbier.

## Kenmerken

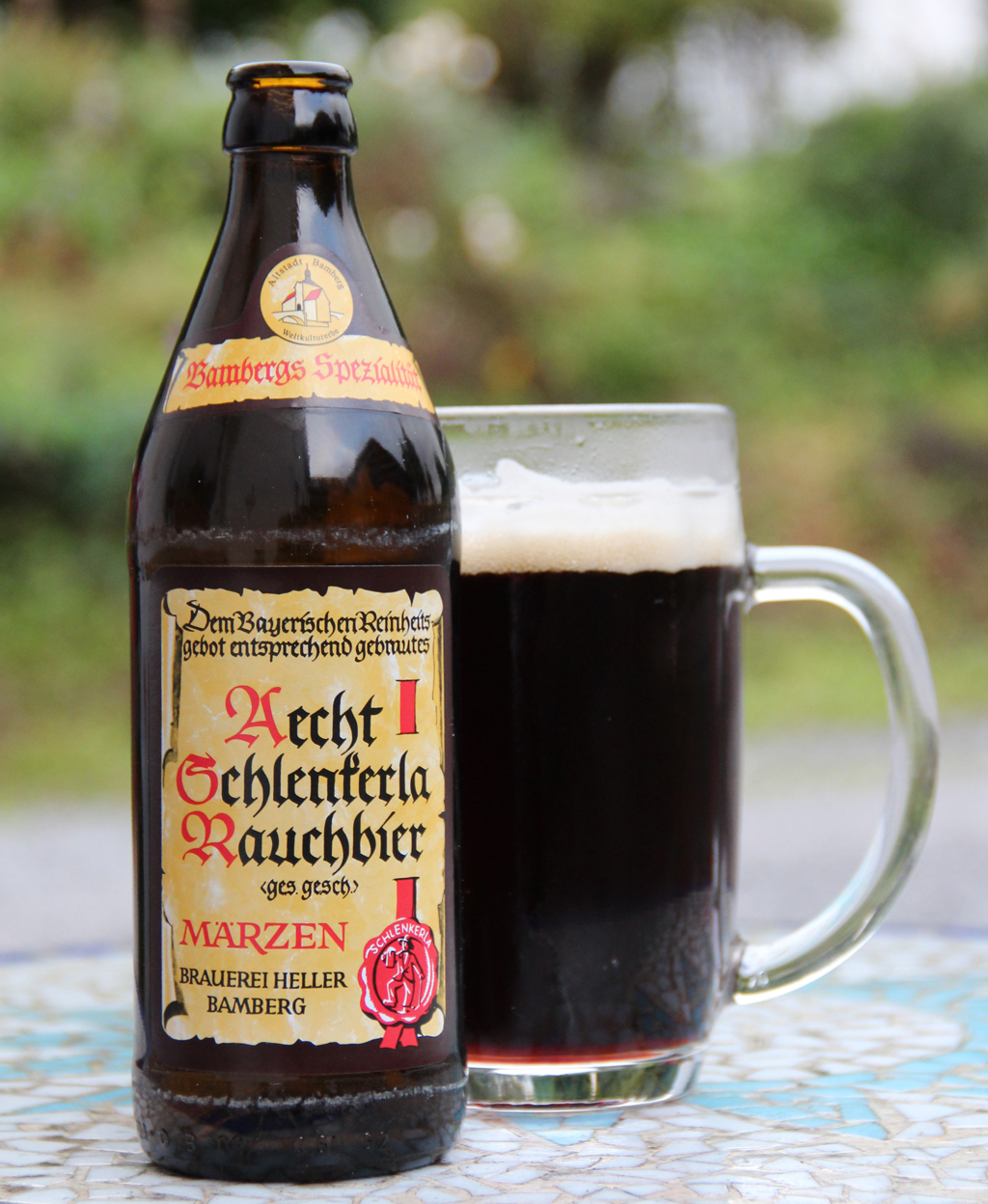
Schlenkerla

Rookbieren hebben een smaak die aan gerookte paling of aan rookworst doet denken. De kleur is zeer donker, stoutbierachtig. De smaak vraagt om gewenning. Volgens een Bambergs spreekwoord smaakt pas het derde glas dat men er van drinkt goed, en zijn de eerste twee glazen vooral een verplichting aan de geschiedenis. Niettemin kent het bier daar veel liefhebbers. Rookbier valt goed te combineren met gerookte gerechten zoals spek, rookworst of paling.

## Huidige productie
Bamberg kent twee brouwerijen die rookbier produceren, te weten Schlenkerla en Brauerei Spezial. Deze brouwers brouwen allebei een klassiek, 'puur' rookbier, waarvoor alleen gerookte mout is gebruikt, maar hebben daarnaast ook bieren in het assortiment waarbij slechts een deel van de gebruikte mout gerookt is. Deze bieren hebben een mildere rooksmaak en zijn hierdoor wat toegankelijker.
Buiten Bamberg worden tegenwoordig ook weer rookbieren geproduceerd, meestal in navolging van de Bambergse voorbeelden, al zijn er ook nieuwe interpretaties met bijvoorbeeld turfgerookte mout (zoals bij whisky). Deze nieuwe rookbieren kunnen van hoge kwaliteit zijn. De Australische brouwer Redoak Boutique Beer Café won zo internationale prijzen en ook andere nieuwe rookbieren worden steeds meer gewaardeerd.
In Nederland experimenteren steeds meer brouwerijen met gerookte mout. Veel kleinere brouwers hebben zich al eens aan een rookbier gewaagd. Voorlopig is de populariteit in Nederland echter niet te vergelijken met die in Bamberg.